# Odoxia concota
Odoxia concota är en fjärilsart som beskrevs av Paul Dognin 1923. Odoxia concota ingår i släktet Odoxia och familjen tandspinnare. Inga underarter finns listade i Catalogue of Life.